# Golianovo
Golianovo este o comună slovacă, aflată în districtul Nitra din regiunea Nitra. Localitatea se află la altitudinea de 149 m deasupra n.m., se întinde pe o suprafață de 10,7 km2 și în 2017 număra 1.743 de locuitori.

## Istoric
Localitatea Golianovo este atestată documentar din 1156.

## Demografie
| An:                | 1994 | 2004   | 2014    | 2024    |
| ------------------ | ---- | ------ | ------- | ------- |
| Număr de persoane: | 1116 | 1196   | 1568    | 2029    |
| Diferență:         |      | +7,16% | +31,10% | +29,40% |

| An:                | 2023 | 2024   |
| ------------------ | ---- | ------ |
| Număr de persoane: | 2007 | 2029   |
| Diferență:         |      | +1,09% |